# 桐生市市民文化会館
桐生市市民文化会館（きりゅうししみんぶんかかいかん、Kiryu City Performing Arts Center）は、群馬県桐生市織姫町にある多目的ホールである。大ホール、小ホール、会議室、展示室、練習室などを有する。繭形の大屋根のある外観が特徴であり、「織都」と呼ばれる桐生市を代表する文化施設である。
2021年より、桐生市の日本料理店「美喜仁」がネーミングライツを取得し、美喜仁桐生文化会館（びきにきりゅうぶんかかいかん）という名称となっている。

## 施設
- シルクホール（大ホール）
- 小ホール
- スカイホール
- 会議研修室
- 展示室
- 練習室
- リハーサル室
- 情報コーナー
- カフェレストランピノキオ
- レストラン織姫

## 建築
- 構造 - 鉄筋コンクリート構造、地上4階・地下1階
- 建築面積 - 7,608m2（延床面積：18,214m2）
- 敷地面積 - 19,7502
- 竣工 - 1997年（平成9年）
- 設計 - 株式会社坂倉建築研究所
- 施工 - 株式会社熊谷組 首都圏支社

## 歴史
- 1958年（昭和33年） - 桐生市産業文化会館が開館する。
- 1994年（平成6年） - 産業文化会館の改築工事を開始する。
- 1997年（平成9年） - 桐生市市民文化会館が開館する。

## 所在地・交通
群馬県桐生市織姫町2番5号
- 両毛線・わたらせ渓谷線桐生駅南口より徒歩約10分
- 上毛線西桐生駅より徒歩約15分
- 桐生線新桐生駅より徒歩約20分

## 周辺
- 桐生市役所
- 織姫神社
- 桐生地域地場産業振興センター
- 桐生市立中央中学校
- 桐生商工会議所
- 桐生厚生総合病院
- 桐生警察署